# Bryggeriet Örnen, Hyltebruk
Ej att förväxla med Bryggeriet Örnen i Lidköping
Bryggeriet Örnen, var ett bryggeri  vid Gamla Nissastigen i Hyltebruk, som grundades 1927. 
Bryggeriet drevs av de fyra kompanjonerna Johan Samuelsson, A.J. Melin, Johan R. Carlsson och John Bengtsson. Det tillverkade svagdricka och läskedrycker. År 1935 såldes bryggeriet till Mårten Mårtensson. Tillverkningen lades ned 1939.
År 1944 öppnade Östra Bryggeriet i Halmstad depå i byggnaden, som senare har rivits.